# Georg Christian Oeder
Georg Christian Oeder (født 3. februar 1728 i Ansbach, død 28. januar 1791 i Oldenburg) var en tyskfødt botaniker og statsøkonom, virksom i oplysningstidens Danmark.

## Liv og gerning
Hans fader var konrektor, dr. G. Ludw. Oeder, hans moder var Margrete Sibylle f. Hamberger.

### Uddannelse
Oeder blev i 1746 optaget på universitetet i Göttingen og tog herfra i 1749 doktorgraden i medicin. Han studerede især under den kendte botaniker og læge Albrecht von Haller. Hans interesser var allerede dengang delt mellem botanik og kameralvidenskab (statsvidenskab). Det fortsatte han med livet igennem, men efterhånden blev statsvidenskab dog det vigtigste for ham.
Han kom som praktiserende læge til Slesvig, hvor han lærte etatsråd Ericius at kende. Han blev i 1755 gift med Ericius' datter Marie Dorothea. Efter anbefaling af general Schmettau og med en udtalelse fra von Haller blev Oeder af J.H.E. Bernstorff kaldet til et professorat ved Københavns Universitet. Det gik dog uheldigt med den disputats om den hallerske lære om irritabiliteten, som var en forudsætning for ansættelsen. Især med forsvaret af den hvor Christian Friis Rottbøll var opponent.

### Flora Danica
Det blev nu overdraget Oeder at forestå anlægget og ledelsen af en botanisk anstalt, inklusive en ny botanisk have ved Amalienborg. Det blev ham endvidere overdraget at forestå udgivelsen af et stort, botanisk værk – Flora Danica. I anledning af disse hverv foretog Oeder i 1754 en rejse til de vigtigste udenlandske botaniske haver. Samme år fik han titel af kongelig professor, og 1755-60 rejste han til Norge og flere danske provinser for at samle materiale til det. I 1761 publicerede han planen for Flora Danica, hvis første 10 hæfters med 600 tavler han stod for i 1761-71. Det vakte uvilje i visse kredse, at et sådant hverv var overdraget til en udlænding, blandt andet fordi nogle mente, at der var dygtige og passende indfødte kræfter hertil som J. T. Holmskjold. I Johann Christian Fabricius' skrift om befolkningstilvæksten i Danmark beklagede ham som en mand, der fortrængtes af en fremmed. Men den dygtige måde på hvilken arbejdet iværksattes bragte klagerne til at forstumme. Flora Danicas senere udgiver J. W. Hornemann erklærede, at "Forventningerne til den hallerske discipel var store, og de blev ikke skuffede". Hornemann beklagede , "at denne virksomme og dygtige mand så tidligt forlod den bane, han så hæderligt havde påbegyndt".
Oeder var som elev af Haller ikke gunstigt stemt for Linné og dennes seksualsystem. Han publicerede selv et andet plantesystem, som dog ikke fik nogen varig betydning. Oeders fortjenester blev dog så anerkendte af Linné, der opkaldte en planteslægt "Oedera" efter ham.

### Statsøkonomi
Hans statsøkonomiske interesser optog ham efterhånden mere og mere, hvilket kan forklare, at de senere udgivne hæfter af Flora Danica stod en del tilbage for de første. I 1770 sejrede universitetet i kampen mod den botaniske anstalt som Oeder stod for, idet denne blev nedlagt ved kongelig resolution af 8. juni. Oeder beholdt dog sine indtægter og skulle indtil videre vedblive at udgive Flora Danica, men i øvrigt gøre statshusholdning til sin hovedbeskæftigelse. Det blev ham da også kort efter overdraget at have tilsynet med de forsøg, der skulle foretages mod kvægsygen. Disse forsøg blev henlagt til Avnø ved Vordingborg, hvor han jævnligt måtte opholde sig.

### Landboreformer
Som statsøkonom kom Oeder til at spille en ret fremtrædende rolle, og navnlig ydede han vigtige bidrag til fremme af bondestandens frigørelse. Allerede på sin botaniske rejse i Norge havde han gjort politisk-økonomiske studier. Det fik A. G. Moltke til at opfordre ham til at afgive en betænkning om det ivrigt debatterede problem om forbedring af bondestandens vilkår. Han udgav 1769 anonymt en tysksproget betænkning, som året efter blev oversat til dansk: Betænkning over det Spørgsmaal: Hvorledes Frihed og Eiendom kunde forskaffes: Bondestanden i de Lande, hvor den fattes begge Dele med originale overvejelser vedrørende befolkningsspørgsmål på tysk i 1769 og i udvidet form på dansk i 1771, der fik stor betydning for debatten om landboreformerne. Han gjorde sig blandt andet til talsmand for en opdeling af hovedgårdsjorderne for at forøge fødeproduktionen, idet driften ved en udparcellering ville blive mere intensiv og derved kunne føde flere familier. Han forudså, at en vækst i landbefolkningen ville blive fulgt af en modsvarende vækst i bybefolkningen.
I 1770 gjorde Struensee ham til medlem af Landvæsenskommissionen til trods for modstand fra de konservatives side. De frygtede hans overlegenhed og hans iver for fremskridt. Umiddelbart derefter forelagde Oeder kommissionen en omfattende plan for dens virksomhed og de principper, der burde følges, bl.a. med hensyn til styringen af krongodset, ophævelse af landsbyfællesskabet, lettelse af stavnsbåndet, bestemmelser om hoveriet og landmilitsens forandring. Det følgende år udtrådte Oeder af kommissionen, da han blev udnævnt til deputeret i Finanskollegiet. Også her påbegyndtes en række reformer efter Oeders råd.

### Folketællingen 1769
Bearbejdelsen af Danmarks første folketælling i 1769 foregik under hans ledelse, og han offentliggjorde den første egentlige oversigt over folketællingens udfald, i Göttingen i 1789 (det var her ordet Volkszählung (folketælling) første gang blev brugt.)

### Landarealberegning
Han søgte også på anden måde at tilvejebringe oplysning om landets forhold, således ved en undersøgelse angående Danmarks areal ("Areal eller Indhold i Kvadratmaal af Danmark, Slesvig, Holsten, Oldenborg og Delmenhorst", 1776, oprindelig på tysk), et den gang temmelig uopklaret spørgsmål.

### Enkekasser
En særlig interesse viede han spørgsmålet om enkekasser og tilvejebragte under sit ophold i Oldenborg et brugbart materiale til de fornødne beregninger i den forbindelse.
Det var tillige G. C. Oeder, der formidlede den kontakt mellem veterinæren P.C. Abildgaard og Struensee, der i 1773 førte til Abildgaards grundlæggelse af Veterinærhøjskolen.

### Tilbage til hertugdømmerne
Som følge af statsomvæltningen i 1772 forlod Oeder Finanskollegiet. Den nye styrelse ønskede at fjerne ham fra København og tilbød ham en post som stiftamtmand i Bergen. Den afslog han, hvorefter han udnævntes til den noget bedre stilling som stiftamtmand i Trondhjem. Han nåede imidlertid aldrig at tiltræde dette embede. Han udbad sig nemlig i anledning af sin hustrus sygelighed tilladelse til først at foretage en rejse til Tyskland. Men på hjemrejsen erfarede han, at general Johan Vibe von der Osten havde fået embedet, og at han selv skulle forblive i Slesvig eller Holsten, indtil han fik embede et andet sted. Han ilede imidlertid til København og besværede sig overfor enkedronning Juliane Marie. Han fik den besked, at diplomatiske forhold havde gjort en militærpersons ansættelse i embedet nødvendigt.
Det lykkedes endelig hans fjender at få ham helt fjernet, idet der blev sørget for at han blev ansat som landfoged i Oldenborg i slutningen af 1773, kort før dette hertugdømmes afståelse til Gottorp. Herved håbede de for stedse at blive befriet for dette "ubekvemme hoved". Den stilling svarede slet ikke til hans ønsker, da det var helt nye juridiske pligter, han her fik. I denne stilling forblev han til sin død i 1791.
Efter sin første hustrus død ægtede han den 14. november 1776 Cathrine Gertrud Matthiesen (13. juni 1755 – 24. marts 1807). Hun var datter af justitsråd og rådmand Conrad Matthiesen i Altona. Ved sin død efterlod Oeder enke og tre børn. Det var vistnok for disses skyld, at han et par år forud havde erhvervet sig et tysk adelspatent. Tre år før sin død havde han den tilfredsstillelse at modtage opfordring til at vende tilbage til Danmark. Nu havde de reformer sejret, som han havde arbejdet for. Men han følte sig da for gammel til ny virksomhed.

## Oeders eftermæle
For at give en forestilling om Oeders mangesidede virksomhed skal nævnes, at han har udarbejdet planer og skrevet afhandlinger om enkekasser, om Danmarks militærvæsen, om papirpenge og om tallotteriet – "alle politiske og moralske grunde forene sig mod denne skadelige opfindelse". Han imødegik ret udførligt de angreb som han var genstand for, bl.a. af Johann Christian Fabricius og Esaias Fleischer. Hans forsvarsskrifter udkom efter hans død i 1792 under titlen Oederiana.
I den "Udsigt over P. F. Suhms Levned og Skrifter" som blev udgivet af Rasmus Nyerup, hedder det som indledning til en række breve fra ham: "den brave Oeder som, uagtet han var fremmed, var dansk med liv og sjæl og har i sin grav alle danskes højagtelse". Oeder skildres som en klarttænkende mand, af utrættelig og alvorlig virkelyst, men tillige af en jovial og glad natur. Hans ven Suhm gav ham et meget anerkendende eftermæle der blev benyttet som gravskrift på det mindesmærke af norsk marmor, som udførtes af Johannes Wiedewelt og anbragtes på kirkegården i Oldenburg.

## Værker
- Bedenken über die Frage: Wie dem Bauernstande Freyheit und Eigenthurm in den Ländern, wo ihm beydes fehlet, verschaffet werden könne? (Frankfurt und Leipzig 1769)

### På internettet
- Finansråd G. C. Oeder: "Indberetninger med besvarelser til de af finansråd Oeder stillede spørgsmål ang. Fiskeriet i Danmark, indsendt i henhold til kammerets memorial af juli 1771" Arkiveret 26. januar 2016 hos  Wayback Machine på sdu.dk